# Hamamatsu Arena
Le Hamamatsu Arena (浜松アリーナ, Hamamatsu Arīna) est une salle couverte situé à  Hamamatsu, au Japon.

## Histoire
Le bâtiment, ouvert en 1990, a une capacité de 8 000 places. Cette salle accueille plusieurs matchs du Championnat du monde de basket masculin 2006.

## Événements
- Championnat du monde de basket masculin 2006
- Championnat du monde féminin de volley-ball 2010
- Championnat du monde féminin de volley-ball 2018